# ألكسيس رودريغيز
ألكسيس رودريغيز (بالإسبانية: Alexis Rodríguez)‏ (21 مارس 1996 بروساريو في الأرجنتين - ) هو لاعب كرة قدم أرجنتيني في مركز الوسط. لعب مع نيولز أولد بويز.

## وصلات خارجية
- ألكسيس رودريغيز على موقع قاعدة بيانات كرة القدم.إي يو (الإنجليزية)
- ألكسيس رودريغيز على موقع Soccerway.com (الإنجليزية)